# К-1000-60/1500

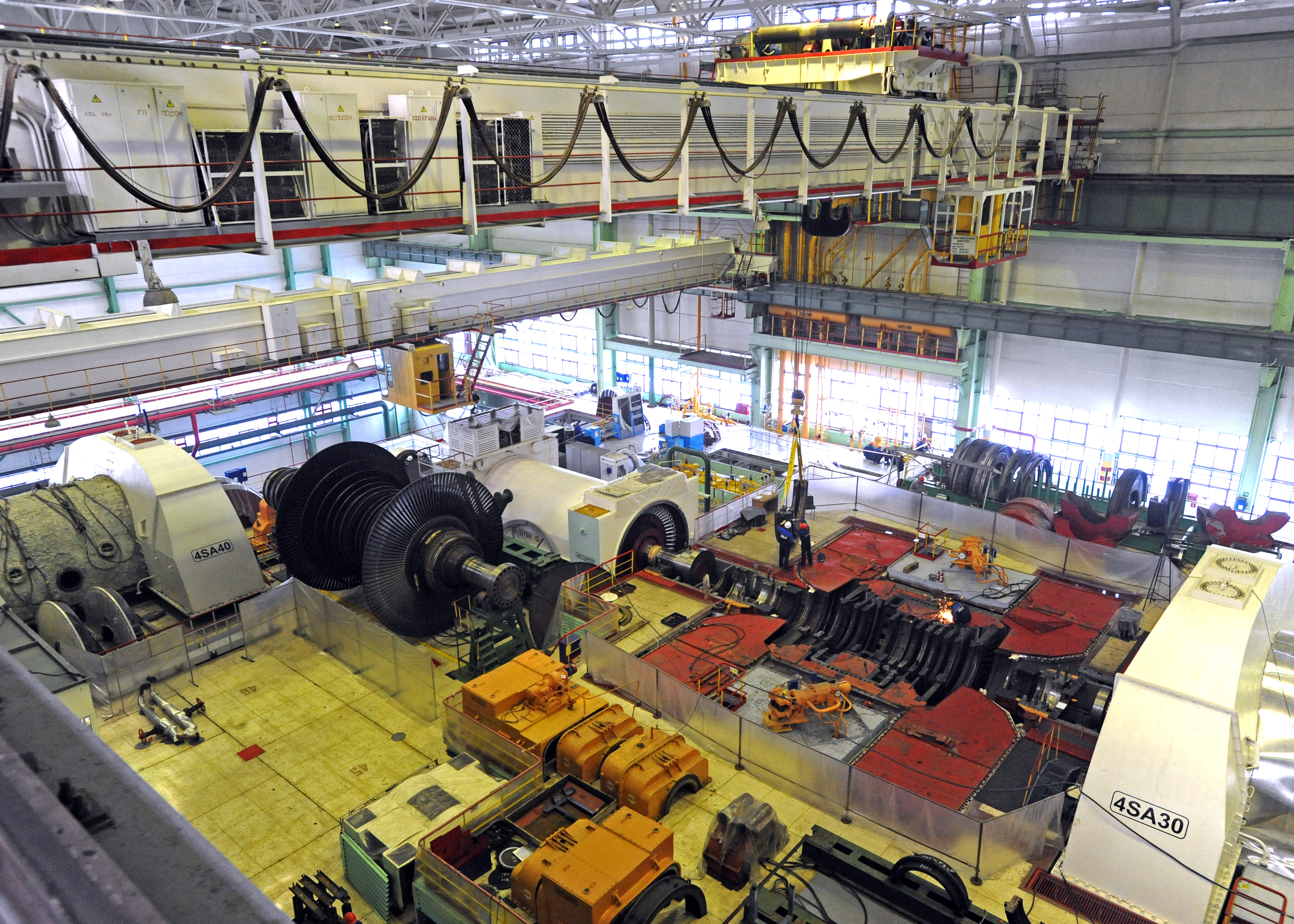
Разобранная для планового ремонта турбина К-1000-60/1500-2 на Балаковской АЭС

К-1000-60/1500 — ряд моделей тихоходных паровых турбин конденсационного типа, разработанных ПО «Турбоатом». Применяется на энергоблоках АЭС с реакторами типа ВВЭР-1000. Предназначена для непосредственного привода генератора переменного тока ТВВ-1000-4УЗ.
Турбина имеет следующие модификации:
К-1000-60/1500-1Турбоагрегат длиной 57,4 м (без генератора 50,7 м) с ЦВД, ЦСД и тремя ЦНД, с одноходовыми боковыми конденсаторами. Номинальная и максимальная мощность 1030 МВт
К-1000-60/1500-2Длина уменьшена до 52,2 м за счёт объединения ЦВД и ЦСД в один двухпоточный ЦВСД, конденсаторы К-33160 подвальные; масса с конденсатором ниже на 350 тонн. Способна вырабатывать мощность до 1100 МВт.
К-1000-60/1500-2мМало отличается от предыдущей.
Всего в 1980-х—90-х годах было установлено 17 подобных турбин: Украина — 8, Россия — 7, Болгария — 2 (АЭС Козлодуй). Первая модификация по исследованиям на Южноукраинской АЭС показала лучшие экономические результаты:189, тем не менее, в дальнейшем от неё отказались.

## Структура и рабочий процесс
Далее описывается структура К-1000-60/1500-2, отличия предыдущей модификации пояснены в примечаниях.
Одновальный конденсационный агрегат, имеет один цилиндр высокого давления и три цилиндра низкого давления (ЦНД). Турбина имеет 3 отбора высокого давления и 4 отбора низкого давления. Первые три отбора идут на промежуточный перегрев, регенерацию высокого давления и на коллектор собственных нужд. Отборы низкого давления питают регенерацию низкого давления (4—7 отборы) и теплофикационную установку (4, 5, 6 отборы). Расчётное начальное давление влажного пара 5,88 МПа (60 кгс/см²) с температурой 274,3 °C, противодавление в конденсаторе 0,04 кгс/см² (0,0039 МПа). Отработав в ЦВД, пар с температурой 180 °C проходит сепаратор и паро-паровые перегреватели и при параметрах 10 кгс/см² и 250 °C, пар получил перегрев и  направляется в цилиндры низкого давления (ЦНД).
ЦВД двухпоточный, по 7 ступеней давления в каждом потоке. Отборы высокого давления на ПВД идут с 3,5 (1,2 отбор) ступеней ЦВД турбины в обоих потоках симметрично.
ЦНД состоит из двух потоков по 7 ступеней давления в каждом. Отборы низкого давления распределены по потокам не симметрично: в потоке в сторону СРК идут 4,6,7 отборы с 1,4,6 ступеней соответственно. В противоположном потоке идут 5,6,7 отборы с 2,4,6 ступеней.
Валопровод турбины состоит из четырёх роторов весом по 170 тонн у ЦВД и первых двух ЦНД и 190 тонн у третьего ЦНД, соединённых между собой жестко полумуфтами. Роторы ЦНД между собой не взаимозаменяемы из-за разных уплотнений вала. На ротор последнего ЦНД устанавливается проставка для валоповоротного устройства (ВПУ).